# 宍戸慈
宍戸 慈（ししど ちか、1983年12月27日 - ）は、日本のラジオパーソナリティ、ピラティスインストラクター。福島県出身、北海道札幌市在住。妹が2人いる。

## 経歴・人物
福島県立福島女子高等学校を卒業後、福島県福島市・郡山市を中心に発行されていた地域情報誌フリーマガジン「dip」（2004年4月-2012年4月）の企画・編集者として創刊から休刊迄の7年間従事し、県内全域を歩き取材し続ける。dipプロデュースART展ACCENTのプロデュースも手がけ、時折テレビユー福島やふくしまFMのコーナーレポーターなども兼務。
一方、2008年頃よりバイクレーシングチームのレースクイーンとして、全日本ロードレース選手権に参戦。2009年 - 2011年は、全日本エンデューロ選手権の大会イメージガールとして大会やイベントなど全国を行脚し、オフロード文化の周知振興にも務めた。
2010年12月の郡山コミュニティ放送（愛称：KOCOラジ）の開局に伴い、そのパーソナルな魅力を買われ週３時間の番組を担当、パーソナリティとして活動の場を広げる。
2011年3月11日の東日本大震災発生直後は、24時間の緊急生放送を経験を持ち、その後も福島県内を独自に取材した情報を発信し続けた。自身は同年8月に移住を決意、同年11月にKOCOラジを卒業、同年12月24日に札幌に移住。
札幌移住後は、札幌・福島・全国で放送されているFMドラマシティ、およびサイマルラジオのラジオ番組「カラカラソワカ」のパーソナリティを担当。NHK札幌放送局のFM放送「ココロウタ」にもレギュラーゲストとして出演中。また、ピラティスのインストラクター有資格者でもあり、各地で定期的に『cafeレッスン』という対話を交えたレッスンを開催している。
2013年3月12日、南相馬市に住んでいた一般男性と結婚（但し入籍は7月7日）。2014年2月15日、第一子となる女児を出産。

## 社会活動など
2011年11月、福島女子による女子のための「任意団体peach heart」を設立。共同代表に就任。
2012年2月、北海道のスポーツ振興、および東日本大震災復興支援を目的として活動している「EN project Japan」（代表：曽田雄志）に参加。

## 出演番組
- カラカラソワカ（FMドラマシティ、サイマルラジオ - 木曜PM10:00～11:00）
- 北海道まるごとラジオ・ココロウタ（NHK札幌放送局ラジオ第一 - 毎月第1木曜午後5:00～5:55）